# 지릉 (조선)
지릉(智陵)은 조선의 추존왕 익조의 능이다. 함경남도 안변군 서곡면 능리에 있다.

## 개요
함경남도 안변군 서곡면 능리에 있는 익조 이행리의 능이다. 익조는 태조 이성계의 증조부이다. 그가 사망한 해는 불분명하며, 단지 음력 9월 10일라는 것만 기록되어 있다. 사후 안변부 서곡현 봉룡역 북동에 무덤을 마련하였다.
조선 개국 직후인 1392년(태조 원년) 음력 8월 8일 태조가 자신의 4대조를 추존하고, 아들 이방원을 보내 각 무덤에 치제를 하고 능호를 올렸다. 이때 익조의 무덤에는 지릉(智陵)의 능호가 올려졌다. 또 이 해 음력 10월 28일에는 능지기 권무 2명과 수릉호를 몇 호 두고, 재궁도 세웠다. 지릉에는 종7품의 직장 1명과 종9품의 참봉 1명을 두었다.
한편 2009년 6월 27일 대한민국에 있는 조선왕릉이 세계문화유산으로 등재되었으나, 지릉은 그 대상에 포함되지 않았다.

## 관련 사건
지릉에는 여러 차례의 화재 사건이 발생하였다.
- 1474년(성종 5년) 음력 10월에 지릉 재궁의 승려 홍수라는 자가 관비와 간통 사건을 일으키고 분수승[7]의 급료를 간통한 여인에게 사사로이 준 것이 발각되었다. 이에 참봉 안자의가 관청에 보고하여 홍수를 재궁에서 쫓아냈는데, 이에 앙심을 품은 홍수가 지릉에 불을 지르는 사건이 발생했다.[8] 당시 산릉에 방화를 하는 죄는 명시된 것이 없어 어떠한 죄를 적용해야 할지 논의가 있었으며,[9] 결국 홍수는 능지처참의 형을 받고 연좌는 적용하지 않았다.[10]
- 1624년(인조 2년) 음력 11월에도 불이 나 인조와 신하들이 3일간 변복을 하고 시장을 철폐하는 조치를 취했다.[11]
- 1630년(인조 8년) 음력 4월에도 불이 났다. 신하들은 재실이 떨어져있고 지키는 이가 승려 2명밖에 없음을 지적하며, 재실을 서로 바라볼 수 있는 곳으로 옮기고 참봉이나 수호군까지 모두 입직할 수 있도록 건의하여 인조가 윤허하였다.[12]

한편 일제강점기 때에는 도굴 미수 사건이 발생하였다.
- 1932년 7월 19일 도굴 미수 사건이 발생하였는데, 당시 봉분을 싸고 있는 돌 때문에 도굴에 실패한 것으로 추정하였다.[13][주 1] 이에 대해 당시 전주이씨대동종약소에서는 이왕직에 각 왕릉의 수호 개선을 건의할 것을 결의하였다.[14]